# 三球観光
三球観光株式会社（さんきゅうかんこう）は、広島県に拠点を置く貸切バス専業のバス事業者である。

## 概要
設立年度は2000年（平成12年）と比較的歴史の浅い事業者である。大手旅行会社との契約による旅行ツアーの受託のほか、2013年7月31日までは季節便の高速ツアーバスの定期便としてWILLER TRAVELの「WILLER EXPRESS」の広島～関西及び広島～九州便を運行していた。WILLER TRAVELとの契約解除後は高速バスツアーズ・OK商事等他社定期便を受託運行したが、2013年7月31日の「新高速バス制度」施行に伴い完全に撤退した。

## 沿革
- 2000年（平成12年）5月 - 三球観光株式会社として設立。
- 2007年（平成19年）4月 - 福岡事業部を開設（表記は九州遊覧観光バス）。
- 2008年（平成20年）11月 - 発着地が営業区域外である運送を行ったとして、九州運輸局より70日車の輸送施設の使用停止処分を受ける。
- 2010年（平成22年）1月 - 過労運転を防止するための措置が適切に行われていなかったとして、中国運輸局より130日車の輸送施設の使用停止処分を受ける。
- 2015年（平成27年） - 千葉営業所を開設。
- 2018年（平成30年） - 福岡事業部を分社し、遊覧観光を設立。

## 所有するバス
会社の設立当初から三菱ふそうユーザーである。規制緩和後に参入した貸切事業者にはよくあることだが、三球観光においても会社設立時の所有車両は全て中古で揃えられた。業績拡大に伴い中古車の増備が着実に行われ、また同時期に新車の導入が始まり、現在は設立時の中古車の駆逐が進行している最中である。そのため現段階での所有車両の全容は明確ではないが、一部にいすゞ車と日野車が存在が確認される(現存かは不明)ものの、変わらず三菱ふそう車が主力を担っている。設立時に揃えた中古導入のMS7系のエアロバスの多くは、MS8エアロバスの中古・新車導入により除籍されたり、福岡事業部の開設に伴い転籍したりした。その後、福岡事業部の縮小により広島に戻ってきたMS7エアロバスもあり、九州遊覧観光の塗装のまま活躍しているものもある。現在はMS9系の新車・中古車の導入が行われ、千葉・大阪・福岡の各拠点にも本社から転籍する形で導入されている。設立当初は車体塗装は白をベースに虹色の曲線が入るものであったが、その後深緑を基調とする星座や天の川をイメージするデザインとなっている。車体に表記されるロゴについても変更が見られ、かつては「Thankyou Kanko」で統一されていたが、後に「SANKYU KANKO」と表記されるバスが登場し、現在は二つの表記が混在する。
MS9系以降は中古車が白一色に金色で「SANKYU KANKO」のロゴ入り、新車が前述の深緑ベースのデザインに「鳳凰」「情熱大陸」等の漢字2文字〜4文字の車両愛称が付けられている。近年では、広島本社と各拠点間の車両移動が頻繁に行われている。

## 事業所
- 本社営業所
  - 広島県東広島市西条町寺家6480-2
- 遊覧観光本社営業所
  - 福岡県北九州市小倉南区津田南町8-18-102
- 大阪営業所
  - 大阪府泉佐野市松原2-5-58-703
- 千葉営業所
  - 千葉県香取郡多古町大高1-528